# آندرئاس هرتسوگ

اسراییل      نامعلون
آندرئاس هرتسوگ (آلمانی: Andreas Herzog؛ یا اندی هرتسوگ (به آلمانی: Andy Herzog) زادهٔ ۱۰ سپتامبر ۱۹۶۸) یک بازیکن فوتبال اهل اتریش است.
از باشگاه‌هایی که در آن بازی کرده‌است می‌توان به وردر برمن، بایرن مونیخ، باشگاه فوتبال راپید وین، و باشگاه فوتبال لس‌آنجلس گلکسی اشاره کرد.
وی همچنین در تیم ملی فوتبال اتریش بازی کرده‌است.